# Михельсон, Фридрих Густавович
Фри́дрих Густа́вович Михельсо́н (1840—1908) — киевский купец 1-й гильдии, миллионер, гласный Киевской городской думы. Входил в десятку самых богатых горожан Киева начала XX века.

## Биография
Владелец кирпичных и стекольных предприятий. Владелец ряда обширных усадеб в центре города Киева (по размеру в целый небольшой городок).
В домах, которые ему принадлежали (по ул. Богдана Хмельницкого, Владимирской, Пушкинской, Михаила Коцюбинского и т. д.) кроме множества жилых квартир, были так же и городской телеграф, гостиница, многие учебные заведения, правительственные офисы, магазины, бани и многое другое.

## Неполный список домов принадлежавших Михельсону
- ул. Фундуклеевская, 10 (ул. Б. Хмельницкого), Киев
- Усадьба № 23/27 на углу Владимирской и Софийской улиц (напротив Софии Киевской)
- Ул. Тимофеевская, 12 (сейчас ул. Михаила Коцюбинского)
- ул. Пушкинская, 40
- Бани на углу Ново-Елизаветинской (позже Пушкинской) и Шулявской (позже Караваевской)
- Усадьба Михельсона — ул. Пушкинская, 35Б. (1888 г. арх. В. И. Сычугов)
- Доходный дом — ул. Владимирская, 47. (арх. В. И. Сычугов). С 1891 по 1901 год тут на 3-м этаже была школа рисования Н. Мурашко. Памятник архитектуры № 123